# Masă critică

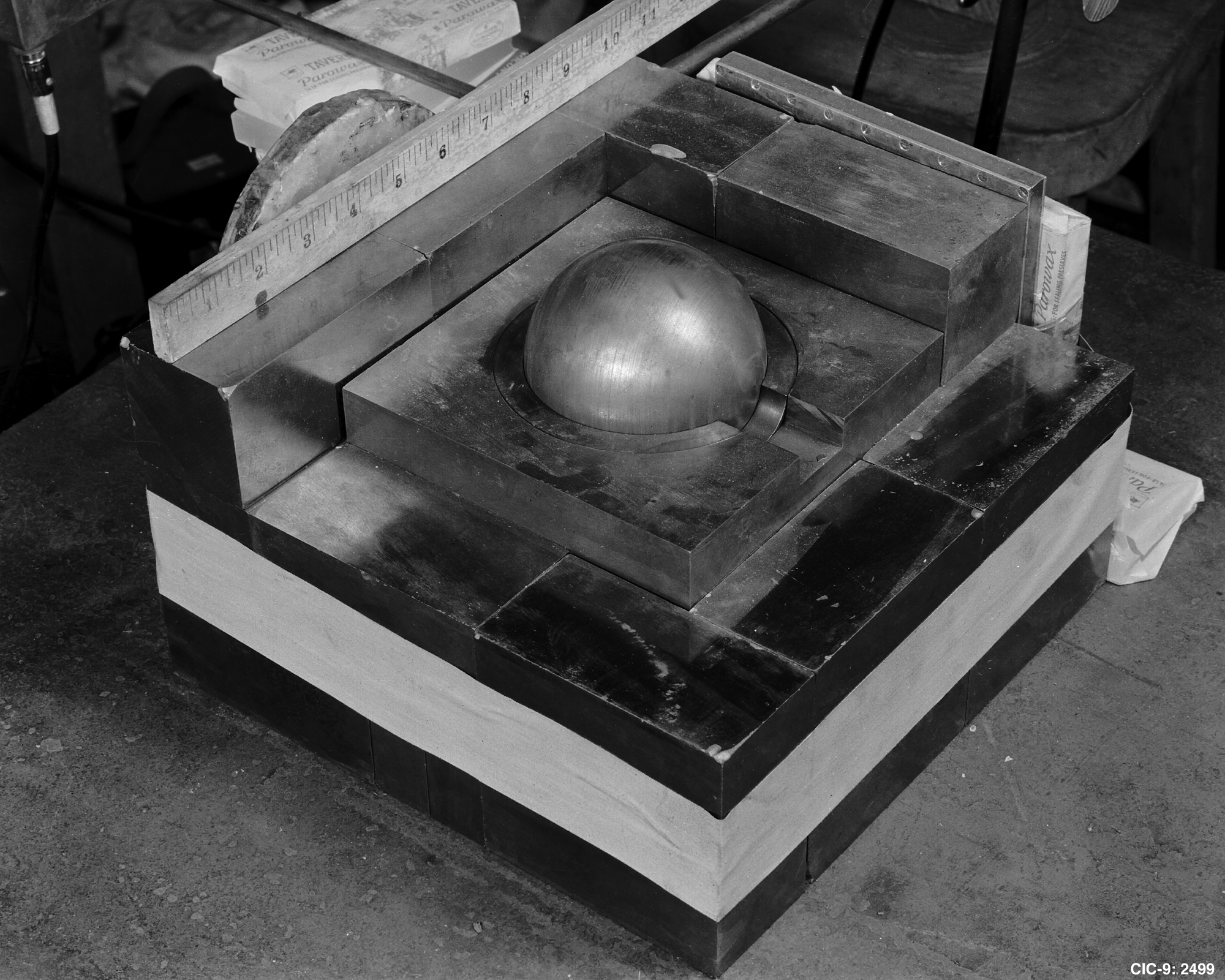
Parte a re-creării accidentului masei critice din 1945 consta dintr-o sferă de plutoniu care era înconjurată de blocuri de carbură de wolfram, un material care reflectă neutronii. Experimentul originar a fost conceput ca să măsoare radiația produsă atunci când o altă cantitate de material fisionabil este adăugată celei inițiale, deja aflată la limita masei critice. În realitate, atunci, masa a devenit super-critică, întrucât blocul adăugat a fost scăpat și nu adăugat prin apropiere înceată, incrementală.

Prin masă critică se înțelege cea mai mică cantitate de material fisionabil, care este capabil a întreține o reacție nucleară în lanț. Masa critică a unui material fisionabil depinde de numeroase caracteristici ale elementului (sau ale izotopului acestuia), așa cum sunt proprietățile nucleului atomic (mai exact, secțiunea eficace transversală, densitatea nucleară, forma nucleului, îmbogățire, puritate), temperatură, presiune și alte caracteristici ce țin de mediul ambiant (materialele înconjurătoare și altele). 
Conceptul, studierea sa teoretică precum și realizarea sa practică sunt importante mai ales în realizarea armelor nucleare. 

## Criticalitate

### Explicația criticalității
Fisiunea nucleară a fost descoperită la data de 17 decembrie 1938 de germanii Otto Hahn și asistentul său, Fritz Strassmann, respectiv explicată teoretic în ianuarie 1939 de alți doi fizicieni germani ai timpului, Lise Meitner și nepotul său, Otto Robert Frisch. Ideea numirii procesului de fisiune nucleară se datorește lui Frisch, prin compararea procesului cu diviziunea celulară a ființelor vii. 
Explicația criticalității a fost făcută ulterior descoperirii fenomenului de fisiune de catre Lise Meitner și Otto Robert Frisch, iar mai apoi completată (și determinată complet, teoretic și practic, pentru uraniu și plutoniu) de fizicieni ai Proiectului Manhattan.
Când o reacție nucleară în lanț este auto-întreținută, se spune despre masa materialului fisionabil că este într-o stare critică (sau de masă critică), în care punct nu există vreo variație în puterea degajată, temperatură sau populație de neutroni. O măsură numerică a masei critice este dependentă de factorul efectiv de multiplicare al neutronilor (notat cu litera minusculă k), respectiv numărul mediu de neutroni degajați per fisiune individuală care cauzează alte fisiuni (dar nu a neutronilor ce părăsesc materialul sau sunt absorbiți).  Dacă constanta este unitară, {\displaystyle k=1}, masa este exact cea critică, iar reacția în lanț este cu greu auto-întreținută. 
Similar, printr-o masă sub-critică, se înțelege o cantitate de material fisionabil, care nu poate susține reacția nucleară în lanț.  În acest caz, populația de neutroni liberi este prea mică, iar numărul de neutroni liber produși în timp, va descrește exponențial, cu atât mai repede cu cât masa materialului este mai mică. Constanta k va fi subunitară, {\displaystyle k<1}.
Printr-o masă super-critică, se înțelege o cantitate de material fisionabil, care este capabilă de a produce în timp un număr de neutroni liber  ce crește, astfel încât materialul fisionabil fie își poate găsi o nouă stare de echilibru (ca o funcție de noua temperatură și puterea degajată), fie se poate auto-distruge, dacă echilibrul nu este atins sau este depășit. În cazul supracriticalității constanta este supraunitară, {\displaystyle k>1}. 

### Modificarea criticalității
Modificarea masei critice poate fi făcută prin modificarea anumitor caracteristici ale materialului fisionabil precum și ale diverselor proprietăți ale mediului. Dintre aceste caracteristici se pot aminti doar câteva mai importante:
- Variația cantității și purității de material nuclear fisionabil;
- Schimbarea formei date combustibilului nuclear;
- Modificarea densității materialului nuclear;
- Varierea temperaturii externe și/sau interne a materialului nuclear;
- Utilizarea (sau nu) a unei substanțe care reflectă neutronii și
- Utilizarea unui material înconjurător dens (care absoarbe greu neutroni).

## Exemple de masă critică

Sus - mijloc O sferă de material fisionabil este prea mică volumic pentru a permite declanșarea reacție nucleare în lanț și menținerea sa în stare de auto-întreținere datorită ușurinței cu care neutronii generați pot „scăpa”.
Jos - Înconjurarea sferei originale a materialului fisionabil cu o substanță care reflectă neutronii mărește eficiența reacției și permite transformarea sa într-una auto-întreținută.

Forma ideală a oricărei cantități de material fisionabil care atinge masa critică minimă, având dimensiuni fizice minime este (din motive geometrice evidente) o sferă. Masa critică a unor metale din seria actinidelor, toate distribuite sferic, sînt prezentate în tabelul de mai jos.
| Nucleu - izotop  | Timp de înjumătățire (în ani sau zile) | Masă critică (în kg) | Diametru (în cm) | Ref         |
| ---------------- | -------------------------------------- | -------------------- | ---------------- | ----------- |
| Uraniu - 233     | 159,200                                | 15                   | 11               | [ 5 ]       |
| Uraniu - 235     | 703,800,000                            | 52                   | 17               | [ 5 ]       |
| Neptuniu - 236   | 154,000                                | 7                    | 8.7              | [ 6 ]       |
| Neptuniu - 237   | 2,144,000                              | 60                   | 18               | [ 7 ] [ 8 ] |
| Plutoniu - 238   | 87.7                                   | 9.04–10.07           | 9.5–9.9          | [ 9 ]       |
| Plutoniu - 239   | 24,110                                 | 10                   | 9.9              | [ 5 ] [ 9 ] |
| Plutoniu - 240   | 6561                                   | 40                   | 15               | [ 5 ]       |
| Plutoniu - 241   | 14.3                                   | 12                   | 10.5             | [ 10 ]      |
| Plutoniu - 242   | 375,000                                | 75–100               | 19–21            | [ 10 ]      |
| Americiu - 241   | 432.2                                  | 55–77                | 20–23            | [ 11 ]      |
| Americiu - 242 m | 141                                    | 9–14                 | 11–13            | [ 11 ]      |
| Americiu - 243   | 7370                                   | 180–280              | 30–35            | [ 11 ]      |
| Curiu - 243      | 29.1                                   | 7.34–10              | 10–11            | [ 12 ]      |
| Curiu - 244      | 18.1                                   | 13.5–30              | 12.4–16          | [ 12 ]      |
| Curiu - 245      | 8500                                   | 9.41–12.3            | 11–12            | [ 12 ]      |
| Curiu - 246      | 4760                                   | 39–70.1              | 18–21            | [ 12 ]      |
| Curiu - 247      | 15,600,000                             | 6.94–7.06            | 9.9              | [ 12 ]      |
| Berkeliu - 247   | 1380                                   | 75.7                 | 11.8-12.2        | [ 13 ]      |
| Berkeliu - 249   | 330 zile                               | 192                  | 16.1-16.6        | [ 13 ]      |
| Californiu - 249 | 351                                    | 6                    | 9                | [ 6 ]       |
| Californiu - 251 | 290                                    | 5                    | 8.5              | [ 6 ]       |
| Californiu - 252 | 2.6                                    | 2.73                 | 6.9              | [ 14 ]      |
| Einsteiniu - 254 | 275.7 zile                             | 9.89                 | 7.1              | [ 13 ]      |

## Alte articole conexe
- Criticalitate accidentală[15]
- Fisiune nucleară
- Proiectarea armelor nucleare[16]
- Reacție nucleară în lanț
- Securitatea criticalității nucleare[17]
- Centrală nucleară [18]

## Utilizarea termenului
În afara domeniului strict al fisiunii nucleare, expresia a cunoscut o frecventă utilizare în varii domenii semnificând (similar cu utilizarea standard) atingerea unui apogeu, al declanșării unui alt grup de evenimente.